# Movimento do Nome Sagrado
Movimento do Nome Sagrado (MNS) é um movimento cristão, inicialmente dentro do Adventismo, propagado por Clarence Orvil Dodd a partir de 1930, que pretende  se enraizar ao seu cristianismo as raízes hebraicas da fé cristã. A melhor distinção conhecida do MNS é a sua defesa do uso do nome sagrado YHWH (יהוה), isto é, o nome histórico do Deus de Israel, que sonorizam conforme cada variação da seita, bem como o uso do nome original aramaico de Jesus (Yeshua), muitas vezes transcrito como o de Josué também com outras sonorizações que creem possíveis, variando conforme cada uma das seitas (apresentando formas como Yahoshua, Yahoshuah, Yaohushua, Yahshua [en], Yahshuah [en], Yausha, por exemplo). Esses seguidores do MNS também geralmente mantêm muitas das leis do Antigo Testamento e cerimônias, como o sábado do sétimo dia, festivais da Torá e leis alimentares, tentando ter costumes próximos ao kosher judaico.

## História
Esse movimento (MNS) inicia-se com a "Assembleia de Yahweh" em Holt, Michigan, EUA nos anos iniciais da década de 1930. Os líderes pregavam que um dos membros teria sido visitado por dois anjos que explicou que o nome do Messias corretamente seria "Yahshua". Outros líderes das então "Assembleias de Yahweh" se destacaram, como p. ex. Jacob O. Meyer, que posteriormente denominou organização "Bethel", caminhando para a independência e para o alcance nacional (EUA).
Donald Mansager e vários anciãos separaram-se da "Assembleia de Yahweh" nos anos iniciais da década de 1980, formando a "Assembleia de Yahweh no Messias". Outros líderes também ficaram conhecidos (como Donald Mansager, Alan Mansager, Robert Wirl), bem como outros nomes das facções que se sucederam, como "Assembleia de Yahweh Nova Aliança" (1985). Seguindo, apareceram mais fações como "Assembleia de Yahweh em Yahshua", "Ministério Restauração, de Yahweh", "Congregação Verdade(deira) de Yahweh, Philadelphia", "Assembleia de Yahweh do 7º dia" - Cisco, TX (EUA) -, que desenvolveu sua liturgia com seus líderes; suas doutrinas diferem das tradicionais doutrinas do "Nome Sagrado" com detalhes à parte, dentre outros.
Os grupos acima são movimentos do "Nome Sagrado" e possuem ligações histórico-doutrinários com a "Assembleia de Yahweh" original, tendo doutrinas quase idênticas basicamente. Mas devido a não existir uma inscrição formal para ser um grupo de "Nome Sagrado" o termo é vagamente definido e muitas pessoas incluem-se nisso com grupos que usam variações nos nomes, podendo ensinar doutrinas bem distintas que as já expostas.
Desde a década de 1970, esse movimento (MNS) penetrou entre os muitos de denominação pentecostal. Por exemplo "A Casa de Deus", organização pentecostal sabatista iniciada em 1919 por RAR Johnson, tornou-se inundada com certas doutrinas do "Nome Sagrado". Existem outras organizações pentecostais que se destacam, sendo mais inflexíveis sobre o uso de "nomes sagrados", como a "Comunidade da Aliança Vitoriosa", a "Caminho Estreito" e as "Assembleias do Messias na Doutrina dos Apóstolos".
Com características brasileiras, surge um movimento na década de 1980 vulgarmente denominado "Testemunhas de Yehoshua". Esta pequena seita seria então parte do MNS, versão hebraizante do cristianismo. Esse grupo acredita que são os verdadeiros restauradores do "Nome Sagrado", ainda se considerando ser uma verdade adormecida por dois mil anos, sendo restaurada só agora devido a revelações. Dentre as pregações descata-se o que ensinam sobre o nome Jesus, sendo para eles o certo a forma hebraica de Josué (Yehoshua), negligenciando a mais antiga e correta forma (seja em hebraico ou em aramaico): Yeshua. E, assim, preferem um formato tido como "mais arcaico" (erroneamente) para este nome; daí alguns grafarem, além de Yehoshua (Josué - que também fora chamado Yeshua posteriormente), as originalidades bem mais recentes Yahshua/Yahushah/Yahoshua/Yahoshuah/Yaohushua/Yausha.
Segundo eles, todas as demais igrejas cristãs estão erradas, já que julgam ser o nome Jesus de origem pagã. Semelhanças podem ser encontradas quanto às Testemunhas de Jeová em relação ao que estas fazem com a pregação do nome Jeová. Dentre as pregações pode ser citado o que eles propagam como verdade:
1. . O bispo católico Jerónimo de Strídon por ordem do papa Dâmaso, segundo eles foi quem primeiro introduziu o nome Jesus na Bíblia;
2. . Jesus significaria "Deus cavalo" em hebraico, e ainda seria dado ao Cristo em homenagem à deuses pagãos como Zeus, Júpiter e Esus, como forma de uma adoração indireta;
3. . Segundo cálculos próprios, o nome Jesus somado daria 666, desde que colocado junto a uma frase latina que escolheram;
4. . Argumentam que nome próprio não se traduz, somente podendo se transliterar; onde seria impossível a obtenção da forma "Jesus", já que no hebraico não se tem o som da letra "J";
5. . O "Nome Sagrado", de origem hebraica, mostraria que YHWH é a salvação; sendo para alguns "YEHO" = YHW(H) que se uniria a parte "SHUA"/Salvação (para outros observou-se novidades como: Yaohu+Shua e afins). Assim o nome do Pai Celestial no Velho Testamento estaria inserido nesse "Nome Sagrado" de Jesus propagado por eles (e que varia conforme cada seita);
6. . Textos bíblicos são citados para substanciar a importância do nome para a seita, indicando que existe salvação em tal nome: Lucas 1:31,24:47;Atos 4:12;
7. . Pela não agregação de valor positivo ao nome "Jesus" por tais seitas, consequentemente os verdadeiros filhos de Deus seriam aqueles que acreditam somente no "nome sagrado", tido como único verdadeiro para os tais que pregam.

Mais recentemente, por volta dos anos 90, surge a mais nova variante desse grupo, a organização Yaohushua, que se diz de Jerusalém, Israel, mas com um líder filipino, Filimino Nagado, que se identifica como “Cohanul”. Tal grupo busca prosélitos por meio de “salas de chat” na internet, propagando seus sites. Assim como as outras facções do grupo autodenominadas "Ohol" ou "Oholyao", “Cohanul” alega liderar o único grupo que conhece a verdadeira identidade do Criador. 
No Brasil esta é a tese pregada pelo vulgo "Uzulyao" (Na verdade: Sr. Carlos Roberto de Abreu Moreira) , com sua sub-facção dessa organização Yaohushua no Rio de Janeiro/RJ.[carece de fontes?]
Cada um dos grupos deste movimento (MNS), frequentemente chamado também como “Yahweísmo”, alega que é imprescindível dirigir-se à Deus pela forma específica do Nome Divino no Velho Testamento. Seja qual for o nome julgado ser o verdadeiro nome, todos os outros termos ou nomes para Deus estariam totalmente errados e deveriam ser desprezados por possuírem uma fórmula para adoração a falsas deidades.[carece de fontes?]

## Testemunhas de Jeová
Nos EUA surge um movimento diferente na década de 1919 denominado inicialmente de "Estudantes da Bíblia", mais tarde chamados de  "Testemunhas de Jeová".
Segundo eles, todas as demais igrejas cristãs estão precipitadas em dizer que "Jesus" é Deus ou o mesmo Jeová do antigo testamento. As Testemunhas de Jeová fazem a pregação do nome Jeová como uma pessoa diferente de Jesus, nesse caso seu pai.
O "Nome Sagrado", sendo de origem hebraica, para eles seria "Jeová sendo uma possível pronúncia para YHWH (יהוה)".